# B. Ichi
B. Ichi (B壱?) è un manga giapponese scritto e disegnato da Atsushi Ōkubo e pubblicato da Square Enix in Giappone. Inizialmente è stato serializzato sulla rivista Monthly Shōnen Gangan tra il 2001 e il 2002. Successivamente la serie è stata raccolta in quattro tankōbon. In Italia è pubblicato da J-Pop a partire da aprile 2012.

## Trama
L'uomo medio in genere usa solo il 30% del suo cervello, ma un gruppo di persone che si fanno chiamare Pagliacci (Dokeshi) è in grado di utilizzare dal 50 al 60% del loro cervello, e da ciò gli derivano abilità speciali, quasi magiche. Questi poteri, tuttavia, hanno un prezzo: il pagliaccio deve rispettare alcune restrizioni, diverse da persona a persona. La mancata osservanza di queste regole può portare alla perdita di "qualcosa di prezioso".
Shotaro è un Dokeshi infantile e un po' spaccone, in grado di assumere le caratteristiche dell'animale di cui mastica le ossa. Per poter usufruire liberamente delle sue capacità, Shotaro è costretto a compiere quotidianamente una buona azione. Egli è giunto a Tokyo per ritrovare un suo amico d'infanzia: Emine.